# Sân vận động Félix Houphouët-Boigny
Sân vận động Félix Houphouët-Boigny (tiếng Pháp: Stade Félix Houphouët-Boigny), có biệt danh là Le Félicia, là một sân vận động đa năng ở Abidjan, Bờ Biển Ngà. Sân được sử dụng cho các trận đấu bóng đá, rugby union và điền kinh. Đây là sân vận động quốc gia của đội tuyển bóng đá quốc gia Bờ Biển Ngà. Sân được đặt theo tên của tổng thống đầu tiên của đất nước, Félix Houphouët-Boigny, và nằm ở quận Le Plateau. Sân vận động có sức chứa 50.000 người. Sân cũng tổ chức các trận đấu sân nhà của ASEC Abidjan. Sân đã từng là địa điểm của một số vụ giẫm đạp chết người.

## Lịch sử
Được xây dựng vào năm 1964 để tổ chức "Games of Abidjan", sân vận động trước đây được gọi là Sân vận động Géo André, và sân được lấy theo tên của Tổng thống Felix Houphouet-Boigny sau khi được trùng tu.
Dần dần sân nổi lên như là sân vận động quốc gia, tổ chức các trận đấu sân nhà của ASEC Mimosas và Đội tuyển bóng đá quốc gia Bờ Biển Ngà.
Dọc theo Sân vận động Hòa bình Bouake, Sân vận động Félix Houphouët-Boigny đã tổ chức giải đấu Cúp bóng đá châu Phi. Vào năm 2009 sau khi cải tạo hoàn toàn, bao gồm chỗ ngồi trên bãi cỏ và phòng trị liệu, sân vận động đã tổ chức Giải vô địch bóng đá châu Phi 2009.
Sân vận động đã được cải tạo cho Jeux de la Francophonie 2017.
Sân vận động là nơi đăng cai tổ chức Human Rights Now! Benefit Concert của Tổ chức Ân xá Quốc tế vào ngày 9 tháng 10 năm 1988. Buổi biểu diễn do Sting và Peter Gabriel đứng đầu và còn có sự tham gia của Bruce Springsteen & E Street Band, Tracy Chapman và Youssou N'Dour.
Ca sĩ người Mỹ Chris Brown đã kết thúc chuyến lưu diễn Carpe Diem Tour tại sân vận động này vào ngày 30 tháng 12 năm 2012.

### Sự cố
Vào ngày 29 tháng 3 năm 2009, trong trận đấu giữa Bờ Biển Ngà và Malawi, cánh cổng dẫn đến một góc vào của sân vận động đã được đóng lại trước khi trận đấu bắt đầu. Một vụ giẫm đạp xảy ra sau đó khi 19 người thiệt mạng do giẫm đạp. Hơn 130 người cũng bị thương.
Vào ngày 1 tháng 1 năm 2013, sau màn bắn pháo hoa đêm giao thừa, một vụ giẫm đạp khác đã diễn ra, khiến 61 người bị thiệt mạng, với hơn 200 người bị thương.

### Cải tạo năm 2020
Các cuộc cải tạo cho Cúp bóng đá châu Phi 2023 dự kiến sẽ bắt đầu vào tháng 4 năm 2020 và mất 16 tháng. Việc cải tạo sẽ được thực hiện bởi Mota-Engil và dự kiến sẽ bao gồm việc lắp đặt một mái che hoàn chỉnh và tăng sức chứa.

## Kết cấu
Các khán đài được sơn màu quốc gia bao gồm các đường cong, bên đầm phá phòng trưng bày, một phòng trưng bày và một hộp tổng thống, VIP và BVIP.
Sân có một phòng truyền thông, một phòng điều khiển dùng để chống doping, một phòng VIP, một phòng điều trị, văn phòng của các trọng tài, một phòng mát xa và bốn phòng thay đồ.
Sân vận động có một bảng video 220 volt cho 35 kWh, 16,50 mét x 5,70 mét.
Bãi cỏ đạt tiêu chuẩn quốc tế và được duy trì xanh tươi và phát sáng hàng ngày.